# Anatoli Garšnek
Anatoli Garšnek (* 17. November 1918 in Isborsk; † 24. Oktober 1998 in Tallinn) war ein estnischer Komponist.

## Leben und Werk
Anatoli Garšnek machte 1937 sein Abitur am Gymnasium von Petschory (deutsch Petschur). Anschließend studierte er am Tallinner Konservatorium (heute Estnische Musik- und Theaterakademie) Komposition. 1939 wurde er zum estnischen Militär einberufen. Erst nach dem Zweiten Weltkrieg konnte er sein Studium bei Heino Eller in Tallinn (Reval) fortsetzen.
Garšnek schloss 1950 sein Studium am Staatlichen Tallinner Konservatorium ab. Von 1950 bis 1953 war er wissenschaftlicher Mitarbeiter (Aspirant) am Moskauer Konservatorium. Ab 1954 unterrichtete er am Staatlichen Tallinner Konservatorium, ab 1962 mit dem Titel eines Dozenten. Seine Promotion (Kandidatexamen) schloss er 1955 ab. Von 1968 bis 1978 leitete er den Lehrstuhl für Komposition, seit 1986 mit dem Titel eines Professors. Garšnek emeritierte 1994.
Garšnek forschte intensiv zur Volksmusik seiner Heimat Setumaa. Einem breiteren Publikum wurde Anatoli Garšnek vor allem als Komponist bekannt. Zu seinen bedeutendsten Werken zählen seine drei Sinfonien (1953, 1963 und 1974) und die Kinderoper Vägev võlur (1968). Berühmt wurden seine fünf Lieder aus der musikalischen Welt der Setukesen (Viis setu laulu, 1953) für Mezzosopran und Sinfonieorchester.
Anatoli Garšnek ist der Vater des estnischen Komponisten Igor Garšnek (* 1958).